# Charles River
Der Charles River ist ein 129 km langer Fluss in Massachusetts, der das Zentrum von Boston von Cambridge und Charlestown trennt. Er mündet in den Boston Harbor.
Er wird gespeist von ungefähr 80 Bächen sowie einigen Grundwasserleitern. Der Charles River hat seinen Ursprung im Echo Lake bei Hopkinton und fließt durch 58 Städte und Dörfer im Osten von Massachusetts, bevor er im Hafen von Boston mündet. Insgesamt legt der Charles River etwa 129 Kilometer zurück. Sein Einzugsgebiet umfasst 33 Seen und Teiche. Trotz der Länge des Flusses und trotz seines relativ großen Einzugsgebiets von 798 Quadratkilometern liegt seine Quelle nur 42 Kilometer von seiner Mündung entfernt. Außerdem befindet sich die Quelle nur 107 Meter über dem Meeresspiegel.

## Namensgebung
Der Charles River wurde nach Prince Charles, dem späteren König Karl I. von England, Schottland und Irland, benannt.